# Brachyramphus marmoratus
Brachyramphus marmoratus е вид птица от семейство Кайрови (Alcidae). Видът е застрашен от изчезване.

## Разпространение
Видът е разпространен в Канада и САЩ.